# Liga Española de Fútbol (Mexiko)
Die Liga Española de Fútbol de México ist eine Fußball-Amateurliga im Großraum von Mexiko-Stadt und die wichtigste neben der 1948 gegründeten Liga Interclubes de Fútbol Soccer Amateur. Sie hat ihren Sitz in der Avenida Chapultepec 178, Colonia Roma, Delegación Cuauhtémoc, in Mexiko-Stadt.

## Struktur
Obwohl es sich um eine organisierte Liga mit offiziellem Status handelt, ist sie kein herkömmlicher Unterbau von Profi- bzw. Halbprofiligen, wie zum Beispiel in den europäischen Fußballligastrukturen üblich. Bei der Liga Española de Fútbol de México handelt es sich um eine Freizeitliga, deren Mannschaften sich jederzeit zu Saisonende zurückziehen können und in die neue Mannschaften jederzeit zu Beginn einer Saison aufgenommen werden. Einige Mannschaften nehmen auch nur sporadisch am Wettbewerb teil. So variiert auch die Teilnehmerzahl erheblich und kletterte vom ersten offiziellen Spieljahr 1954 (12 Teams) auf den Spitzenwert von 97 Mannschaften im Jahr 2002. Im Jahr 2010 wirkten insgesamt 65 Mannschaften mit.
Die Vielzahl der teilnehmenden Mannschaften hat längst dazu geführt, dass es innerhalb der Liga mal verschiedene Gruppen und mal unterschiedliche Divisionen (mit erster und zweiter Liga) gibt, so dass sich nicht mehr alle Teilnehmer miteinander messen können. Im Unterschied zu anderen Ligen auf der fünften Ebene (wie in Deutschland derzeit die Fußball-Oberliga) besteht im Fall der Meisterschaft keine Aufstiegsmöglichkeit in die vierte Liga und wird von den Teilnehmern, die sich als reine Amateure verstehen, auch nicht angestrebt.

## Geschichte
Die Liga Española de Fútbol de México wurde 1954 gegründet. Hauptinitiatoren waren die spanischen Vereine España und Asturias, die sich aufgrund von Verbandsstreitigkeiten zum Saisonende 1949/50 gemeinsam aus der Primera División, der 1943/44 eingeführten Profiliga, zurückgezogen hatten.
Das 1954 ausgetragene Eröffnungsturnier (Prólogo) wurde von sechs Mannschaften (Atlético Bembibre, Centro Vasco, CD Llanes, CD Ibero, Juventud Asturiana und Real Madrid) der spanischen Gemeinde Mexikos bestritten. Die Namen dieser Mannschaften verrieten allenfalls etwas über die Herkunft der (meisten) Spieler bzw. ihrer Vorfahren im Heimatland, weniger hingegen über ihre eigentliche Vereinszugehörigkeit. So trat die erste Mannschaft des Club España unter dem Namen Real Madrid an, während die Asturier zwei Mannschaften mit den Bezeichnungen Juventud Asturiana (ab 1964 Deportivo Asturiano) und Deportivo Llanes (nach einer asturischen Küstenstadt) ins Rennen schickten. Centro Vasco, wenige Jahre später als Athletic de Bilbao auftretend, war der Verein der baskischen Gemeinde. Bembibre (nach einer Kleinstadt in der spanischen Provinz León) und Ibero (nach der Iberischen Halbinsel) zogen sich bereits nach wenigen Jahren zurück.
In der Anfangszeit war die Liga Española de Fútbol de México eine „Privatveranstaltung“ der spanischen Gemeinde im Großraum von Mexiko-Stadt. Alle Spieler waren Spanier oder Söhne spanischer Familien. Im Laufe der Zeit öffnete die Liga sich für Spieler aller Nationen und wuchs erheblich an. Inzwischen wirken hier die unterschiedlichsten Mannschaften mit: Repräsentanten von Sport- und Gemeinschaftszentren ebenso wie solche von Unternehmen und staatlichen Institutionen sowie amateurhafte Reservemannschaften von Profiklubs.
Eine Gewohnheit aus der Anfangszeit der Liga blieb allerdings bis heute bestehen: das Auftreten der Mannschaften unter verschiedenen Phantasienamen, die von in- und ausländischen Profivereinen übernommen wurden (die bereits genannten Real Madrid und Athletic de Bilbao sowie der seit 1958 ununterbrochen und damit über den längsten Zeitraum mitwirkende Valencia FC sind nur drei Beispiele aus einer Vielzahl solcher Bezeichnungen, wozu beim Pokalturnier von 1999 auch mal ein Team namens Bayern Munich gehörte) oder mit dem die Vertretung einer bestimmten Nation suggeriert wird. So existieren zum Beispiel Mannschaften mit dem Namen Turcos FC (seit 1997) oder Holanda (seit 2008), in denen aber keine Türken oder Holländer spielen, sondern ausschließlich Mexikaner.
In der jüngeren Vergangenheit sind alte Traditionsvereine dazu übergegangen, ihre Mannschaften unter dem offiziellen Vereinsnamen antreten zu lassen. Dies war zum Beispiel bei Asturias (zwischen 2004 und 2008) und ist aktuell beim Reforma Athletic Club (seit 2007) der Fall.

## Spielorte

### Allgemeine Spielorte
Nur wenige Mannschaften verfügen über einen eigenen Sportplatz, so dass es einige Sportplätze gibt, die einer Reihe von Mannschaften als „Heimspielstätte“ dienen.
Die am meisten genutzten Sportanlagen sind Ajusco, Baeza, Los Sauces und San Martín. Nähere Angaben hierzu sind der nachstehenden Tabelle zu entnehmen.
| Ort        | Sportplatz                 | Lage                                          | Bundesstaat  | Lage in bzw. Entfernung zu Mexiko-Stadt |
| ---------- | -------------------------- | --------------------------------------------- | ------------ | --------------------------------------- |
| Ajusco     | Campo del Ajusco           | Colonia San Miguel Ajusco, Delegación Tlalpan | Mexiko-Stadt | im Süden von Mexiko-Stadt               |
| Baeza      | Campos Pato Baeza          | Colonia San Bernardino, Texcoco               | México       | 28 km östlich von Mexiko-Stadt          |
| Los Sauces | Campo Los Sauces           | Cuautitlán de Romero Rubio                    | México       | ca. 20 km nördlich von Mexiko-Stadt     |
| San Martín | Campo Deportivo San Martín | Colonia San Martín Nezahualcoyotl, Texcoco    | México       | 28 km östlich von Mexiko-Stadt          |

### Vereinseigene Sportplätze
Über eigene Fußballplätze verfügen der ursprünglich von Briten gegründete Traditionsverein Reforma Athletic Club (RAC) sowie der zur jüdischen Gemeinschaft gehörende Club Deportivo Israelita (CDI). Beide Sportplätze befinden sich im nordwestlich an Mexiko-Stadt grenzenden Naucalpan de Juárez, einer von 125 Gemeinden im Bundesstaat México. Der RAC trägt seine Heimspiele grundsätzlich auf dem Campo Club Reforma aus und alle zur jüdischen Gemeinschaft gehörenden Clubs (in der Regel erkennbar am vorangestellten Kürzel CDI) nutzen hierfür in erster Linie den Campo CDI Toreo bzw. als Ausweichquartier auch den weiter entfernt gelegenen Campo CDI Tepotzotlán. Auch die Mannschaft der Nationalen Schule für Professionelle Studien (Escuela Nacional de Estudios Profesionales, kurz ENEP) Acatlán UNAM verfügt über einen eigenen Sportplatz, der sich ebenfalls in Naucalpan befindet und unweit östlich des Campo Club Reforma liegt.
| Ort             | Sportplatz               | Lage                                                                                   | Bundesstaat | Lage in bzw. Entfernung zu Mexiko-Stadt |
| --------------- | ------------------------ | -------------------------------------------------------------------------------------- | ----------- | --------------------------------------- |
| Acatlán         | Campo ENEP Acatlán UNAM1 | Naucalpán de Juárez                                                                    | México      | nordwestlich von Mexiko-Stadt           |
| Club Reforma    | Campo Club Reforma       | Colonia San Juan Totoltepec, Naucalpán de Juárez                                       | México      | nordwestlich von Mexiko-Stadt           |
| CDI Toreo       | Campo CDI Toreo          | Naucalpán de Juárez (in der Nähe von Cuatro Caminos, der Endstation der Metrolinie 2)2 | México      | nordwestliche Stadtgrenze               |
| CDI Tepotzotlán | Campo CDI Tepotzotlán    | Tepotzotlán                                                                            | México      | 115 km nordöstlich von Mexiko-Stadt.    |

Anmerkungen:
- 1: Sportplatz einer zur UNAM gehörenden Bildungseinrichtung
- 2: die Sportstätte ist benannt nach der ehemaligen Stierkampfarena Toreo de Cuatro Caminos, die 2008 abgerissen wurde.

## Übersicht aller Titelträger

### Titelträger im 20. Jahrhundert
| Saison            | Meister             | Pokalsieger         | Supercup            |
| ----------------- | ------------------- | ------------------- | ------------------- |
| 1954 (Einführung) | Real Madrid         | Real Madrid         | Real Madrid         |
| 1954              | Real Madrid         | Real Madrid         | Real Madrid         |
| 1955              | Real Madrid         | Deportivo Llanes    | Deportivo Llanes    |
| 1956              | Centro Vasco        | FC Barcelona        | Centro Vasco        |
| 1957              | Real Madrid         | FC Barcelona        | Real Madrid         |
| 1958              | Real Madrid         | Real Madrid         | Real Madrid         |
| 1959              | Real Madrid         | Deportivo Covadonga | Real Madrid         |
| 1960              | Real Madrid         | Deportivo Covadonga | Real Madrid         |
| 1961              | Valencia FC         | Real Madrid         | Real Madrid         |
| 1962              | Real Celta          | Real Celta          | Real Celta          |
| 1963              | Deportivo Llanes    | Real Madrid         | Real Madrid         |
| 1964              | San Sebastián       | Real Madrid         | Real Madrid         |
| 1965              | Valencia FC         | Valencia FC         | Valencia FC         |
| 1966              | Deportivo Asturiano | Deportivo Asturiano | Deportivo Asturiano |
| 1967              | Valencia FC         | Galicia FC          | Galicia FC          |
| 1968              | Real Celta          | Real Celta          | Real Celta          |
| 1969              | Galicia FC          | Galicia FC          | Galicia FC          |
| 1970              | Galicia FC          | San Sebastián       | San Sebastián       |
| 1971              | Deportivo Santiago  | Deportivo Santiago  | Deportivo Santiago  |
| 1972              | Valencia FC         | San Sebastián       | San Sebastián       |
| 1973              | Deportivo Asturiano | Centro Gallego      | Centro Gallego      |
| 1974              | Deportivo Español   | Deportivo Asturiano | Deportivo Español   |
| 1975              | Galicia FC          | FC Barcelona        | Galicia FC          |
| 1976              | Galicia FC          | nicht ausgetragen   | nicht ausgetragen   |
| 1976/77           | Galicia FC          | Athletic de Bilbao  | Galicia FC          |
| 1977/78           | Galicia FC          | Valencia FC         | Galicia FC          |
| 1978/79           | Galicia FC          | nicht ausgetragen   | nicht ausgetragen   |
| 1979/80           | Rayo Vallecano      | Galicia FC          | Galicia FC          |
| 1980/81           | Galicia FC          | nicht ausgetragen   | nicht ausgetragen   |
| 1981/82           | Galicia FC          | Pumas UNAM          | Galicia FC          |
| 1982/83           | Galicia FC          | Galicia FC          | Galicia FC          |
| 1983/84           | Galicia FC          | San Sebastián       | San Sebastián       |
| 1984/85           | San Sebastián       | Ejército Mexicano   | Ejército Mexicano   |
| 1985/86           | Real Gijón          | San Sebastián       | Real Gijón          |
| 1986/87           | Ejército Mexicano   | Rayo Vallecano      | Ejército Mexicano   |
| 1987/88           | San Martín          | Rayo Vallecano      | San Martín          |
| 1988/89           | Guadalajara         | Deportivo Llanes    | Deportivo Llanes    |
| 1989/90           | Deportivo Llanes    | San Lorenzo         | Deportivo Llanes    |
| 1990/91           | Cantabria           | Cantabria           | Cantabria           |
| 1991/92           | Cantabria           | Real Gijón          | Cantabria           |
| 1992/93           | Cantabria           | Sevilla             | Cantabria           |
| 1993/94           | Cantabria           | Guadalajara         | Guadalajara         |
| 1994/95           | Athletic de Bilbao  | Athletic de Bilbao  | Athletic de Bilbao  |
| 1995/96           | Cantabria           | Guadalajara         | Cantabria           |
| 1996/97           | Athletic de Bilbao  | Athletic de Bilbao  | Athletic de Bilbao  |
| 1997/98           | Athletic de Bilbao  | Athletic de Bilbao  | Athletic de Bilbao  |
| 1998/99           | Athletic de Bilbao  | Aeroglobal          | Athletic de Bilbao  |

### Titelträger im 21. Jahrhundert
Seit dem Jahr 2000 wird die Meisterschaft halbjährlich ausgetragen, so dass es je einen Meister für die erste Jahreshälfte (Apertura) und für die zweite Jahreshälfte (Clausura) gibt. Der Pokalsieger wird jedoch, wie bereits vorher üblich, nur einmal pro Jahr ermittelt.
| Jahr | Meister Apertura   | Meister Clausura   | Pokalsieger        | Supercup           |
| ---- | ------------------ | ------------------ | ------------------ | ------------------ |
| 2000 | San Francisco      | Athletic de Bilbao | Deportivo Español  | Athletic de Bilbao |
| 2001 | Athletic de Bilbao | Celta FC           | Celta FC           | nicht ausgetragen  |
| 2002 | Athletic de Bilbao | Poli San Francisco | O B D              | Poli San Francisco |
| 2003 | O B D              | O B D              | San Francisco      | O B D              |
| 2004 | O B D              | O B D              | O B D              | O B D              |
| 2005 | O B D              | Leones Banamex     | Real Madrid        | O B D              |
| 2006 | CD Israelita       | Leones Banamex     | Terranova          | CD Israelita       |
| 2007 | Leones Banamex     | Leones Banamex     | Leones Banamex     | Leones Banamex     |
| 2008 | CD Israelita       | Estrellas Atempa   | Terranova          | CD Israelita       |
| 2009 | Poli San Francisco | Leones Banamex     | Poli San Francisco | Poli San Francisco |
| 2010 | Investigadores PF  |                    | Leones Banamex     |                    |

## Die häufigsten Siegermannschaften
In den nachstehenden Tabellen werden die häufigsten Siegermannschaften der jeweiligen Turniere genannt. Bei gleich viel gewonnenen Titeln wird stets die Mannschaft zuerst genannt, die die entsprechende Anzahl zuerst erreicht hat. Das Kürzel EÖT bedeutet „Eröffnungsturnier“, das 1954 vor der eigentlichen Meisterschaft ausgetragen wurde. Stichtag ist die Apertura 2010 (Sommer 2010).

### Die häufigsten Meister
| Rang | Mannschaft         | Anzahl | Titelgewinne                                  | Teilnahme am Ligabetrieb    |
| ---- | ------------------ | ------ | --------------------------------------------- | --------------------------- |
| 1    | Galicia FC         | 11     | 1969, 1970, 1975–1979, 1981–1984              | 1956–2007                   |
| 2    | Real Madrid        | 7      | 1954 (EÖT), 1954, 1955, 1957–1960             | 1954–1985, 2000, 2005, 2010 |
| 2    | Athletic de Bilbao | 7      | 1995, 1997–1999, Cla 2000, Ape 2001, Ape 2002 | 1958–2003                   |
| 4    | Cantabria          | 5      | 1991–1994, 1996                               | 1988/89–1995/96             |
| 4    | O B D              | 5      | Ape 2003–Ape 2005                             | 2002–2006                   |
| 4    | Leones Banamex     | 5      | Cla 2005, Cla 2006–Cla 2007, Cla 2009         | seit 2003                   |

### Die häufigsten Pokalsieger
| Rang | Mannschaft         | Anzahl | Titelgewinne                                   | Teilnahme am Ligabetrieb    |
| ---- | ------------------ | ------ | ---------------------------------------------- | --------------------------- |
| 1    | Real Madrid        | 7      | 1954 (EÖT), 1954, 1958, 1961, 1963, 1964, 2005 | 1954–1985, 2000, 2005, 2010 |
| 2    | Galicia FC         | 4      | 1967, 1969, 1980, 1983                         | 1956–2007                   |
| 2    | Athletic de Bilbao | 4      | 1977, 1995, 1997, 1998                         | 1958–2003                   |

### Die häufigsten Supercup-Gewinner
| Rang | Mannschaft         | Anzahl | Titelgewinne                                   | Teilnahme am Ligabetrieb    |
| ---- | ------------------ | ------ | ---------------------------------------------- | --------------------------- |
| 1    | Real Madrid        | 9      | 1954 (EÖT), 1954, 1957–1961, 1963, 1964        | 1954–1985, 2000, 2005, 2010 |
| 2    | Galicia FC         | 8      | 1967, 1969, 1975, 1977, 1978, 1980, 1982, 1983 | 1956–2007                   |
| 3    | Athletic de Bilbao | 5      | 1995, 1997–2000                                | 1958–2003                   |